# Grejsdal Kirke
Grejsdal kirke, også kaldt Grejsdalens kirke, er en kirke beliggende i Grejsdalen og omkring 3 kilometer nord for Vejle. Den blev bygget i perioden 1959-1961. Indviet som begravelseskapel den 22. januar 1961. Indviet som kirke den 4. november 1962. Kirken, tegnet af arkitekten Jens Malling Petersen, har en femkantet grundplan og en stigende taglinje. En særegen detalje er at loftet er højest over alteret.

## Historie
Grejsdal kirke er en del af Hover sogn og tidligere var der i dette sogn kun Hover kirke, men senere i takt med at befolkningen i Grejsdalen steg, begyndte man at ønske en kirke i byen og ikke kun Hover kirke på landet. Det gjorde at man i 1932 ansatte en hjælpepræst som bosattes i Grejsdalen. I 1934 begyndte man at holde gudstjenester i Grejsdal skole for at vurdere om der var grundlag for en kirke i Grejsdalen. I 1938 blev der sat en pengeindsamling i gang, men projektet blev stoppet på grund af udbruddet af 2. verdenskrig.
Kirkens design er inspireret af Le Corbusiers valfartskapel i Ronchamp i Frankrig.

## Kirkebygningen og interiør
Kirken ligger højt på et bakkeparti, der er fortsat af taghældningen, som ender i en enkel tømret klokkestol med trækors. Kirken er bygget i hvidmalede mursten. Kirkerummet er opadstræbende og har ikke nogen vinduer, men en mængde uregelmæssige murspalter, hvori der er indsat glasmursten. Forgyldte dragere bærer træloftet. Rundt om kirken er der anlagt en skovkirkegård.
Alterskranken og døbefonten blev oprindeligt anlagt i sortmalet smedejern. Kirken fik et nyt alterparti ved Erik Heide i 2003.
Prædikestolen er indbygget i korets sydside i en tremmevæg.
Kirken har et lille pibe-orgel på fem stemmer, bygget af Marcussen & Søn i 1970. Samt fra 2006 et elektroakustisk orgel på 2x17 stemmer.

## Eksterne kilder og henvisninger
- Wikimedia Commons har flere filer relateret til Grejsdal Kirke
- Grejsdal Kirke Arkiveret 31. januar 2011 hos  Wayback Machine hos nordenskirker.dk
- Grejsdal Kirke på danmarkskirker.natmus.dk (Danmarks Kirker, Nationalmuseet)
- Grejsdal Kirke hos KortTilKirken.dk